# Тимковский, Меер Иосифович

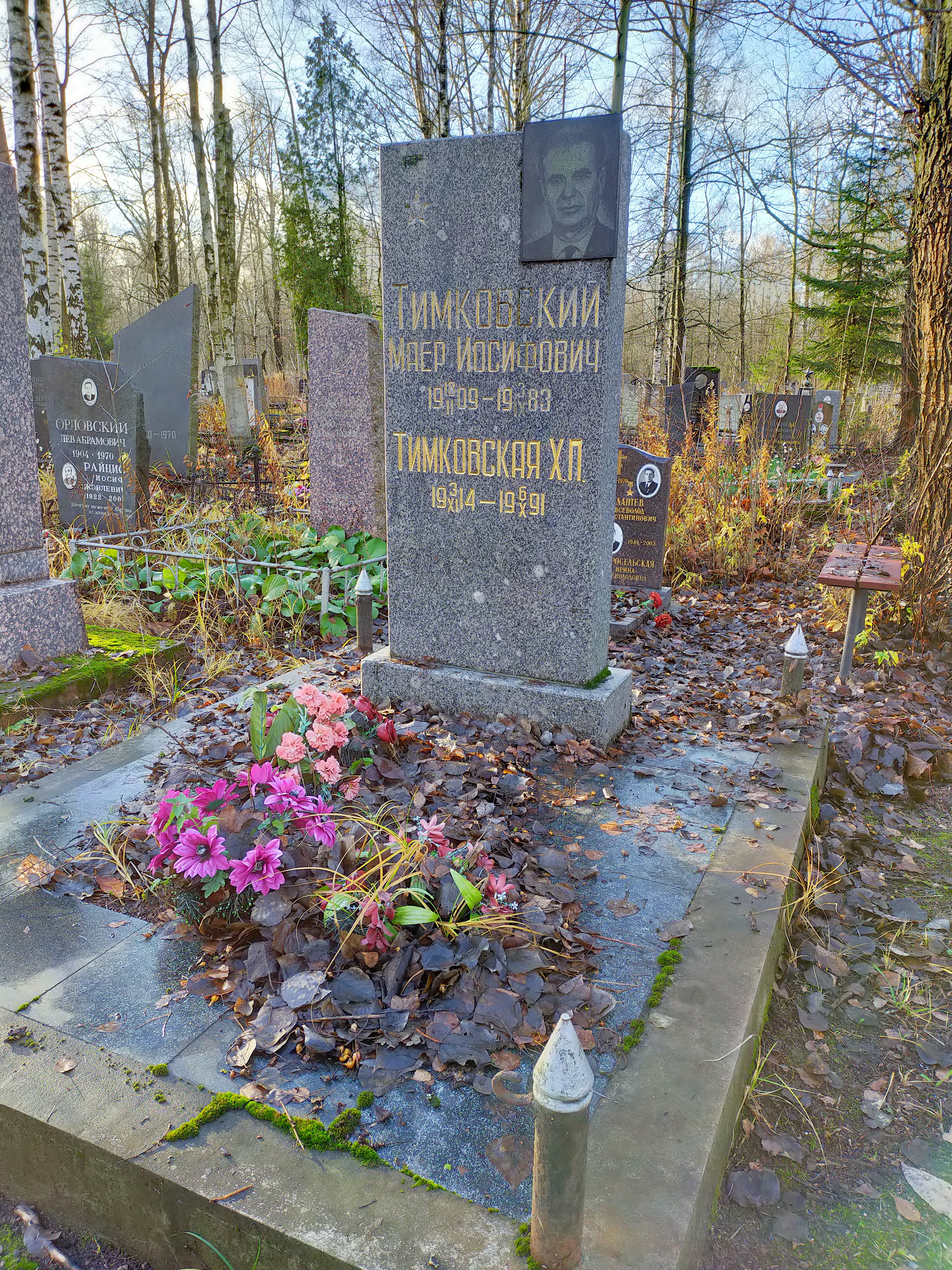
Могила Тимковского М. И. на Кладбище Памяти жертв 9-го января

Меер Иосифович Тимковский, другой вариант имени — Маер (при рождении Меер Юзикович Тимковский; 18 февраля 1909, Новогеоргиевск — 3 сентября 1983, Ленинград) — директор свеклосовхоза имени Фрунзе Министерства пищевой промышленности СССР, Кантский район Киргизской ССР. Герой Социалистического Труда (1948).

## Биография
Родился 18 февраля (по старому стилю) 1909 года в Новогеоргиевске, в семье чигиринского мещанина Юзика Ицковича Тименского и Брухи Аврумовны Тименской.
С 1934 года проживал в Киргизии, где работал на различных предприятиях по производству сахара. В 1942 году — директор Беловодского сахарного комбината. В 1943 году назначен директором свеклосовхоза имени Фрунзе Кантского района.
В 1947 году свеклосовхоз имени Фрунзе вырастил 817 центнеров сахарной свеклы с каждого гектара на участке площадью 24 гектара. Указом Президиума Верховного Совета СССР от 8 мая 1948 года удостоен звания Героя Социалистического Труда с вручением ордена Ленина и золотой медали «Серп и Молот».
В 1960-х годах работал в Латвийской ССР директором Елгавского сахарного завода. Позднее проживал в Ленинграде, где до выхода на пенсию работал директором одного из ювелирных магазинов в Петроградском районе. С 1975 года — персональный пенсионер союзного значения.
Скончался в 1983 году. Похоронен в Ленинграде на Кладбище Памяти жертв 9-го января.